# 10774 Eisenach
10774 Eisenach è un asteroide della fascia principale. Scoperto nel 1991, presenta un'orbita caratterizzata da un semiasse maggiore pari a 2,3994193 UA e da un'eccentricità di 0,1649680, inclinata di 4,82784° rispetto all'eclittica.